# Eurovision Song Contest 2010
Eurovision Song Contest 2010, česky také Velká cena Eurovize 2010 (či jen Eurovize 2010), byl 55. ročník soutěže Eurovision Song Contest, který se konal v Oslu v Norsku, a to díky vítězství norského zpěváka Alexandra Rybaka s písní „Fairytale“ na předchozím ročníku. Soutěž, organizovaná Evropskou vysílací unií (EVU) a norskou veřejnoprávní stanicí Norsk rikskringkasting (NRK), se konala v Telenor aréně. Semifinálová kola se uskutečnila 25. a 27. května, finále pak 29. května 2010. Moderátory přenosů byli zpěvačka Haddy N'jie a moderátoři Erik Solbakken a Nadia Hasnaoui.
Soutěže se zúčastnilo 39 zemí, což je o tři státy méně oproti předchozímu roku. Gruzie se do soutěže vrátila po jednoroční pauze, čtyři země naopak ze soutěže odstoupily, především kvůli finanční krizi – Andorra, Černá Hora, Česko a Maďarsko. Odstoupit plánovala také Litva, která se ale ročníku nakonec zúčastnila.
Vítězem se stala německá zpěvačka Lena s písní „Satellite“, skladba vyhrála u porot i diváků. Jednalo se o druhé vítězství země, která předtím vyhrála v roce 1982. Jednalo se také o první vítězství jedné ze zemí tzv. Velké čtyřky od zavedení pravidla v roce 2000.
Průběh soutěže ovlivnila globální ekonomická krize. Pořádající NRK musela prodat práva na vysílání mistrovství světa ve fotbale 2010 konkurenci, aby pořádání soutěže ufinancovala.
V roce 2010 došlo k upravení způsobu hlasování. Stejně jako v roce 2009 byl ve finále použit systém 50% vlivu diváků a 50% vlivu porot, který byl ale nově zaveden i v semifinále. Navržen byl i návrat orchestru jako doprovodu účinkujících, k čemuž ale nedošlo. Nově bylo umožněno hlasovat po celou dobu večera s tím, že k ukončení hlasování došlo 15 minut po odzpívání poslední skladby.

## Seznam účastníků
Semifinále se zúčastnilo 34 zemí. Pro udržení vysokého napětí byli postupující účastníci vyhlášeni v náhodném pořadí a body byly zveřejněny až po odvysílání finále.

### První semifinále
Prvního semifinále se zúčastnilo celkem 17 zemí. Odehrálo se 25. května ve 21 hodin místního času. Hlasovat mohli diváci z těchto zemí a tří zemí tzv. Velké čtyřky, konkrétně z Francie, Německa a Španělska.
| Pořadí | Země                | Interpret                     | Skladba                                   | Jazyk                | Umístění | Body |
| ------ | ------------------- | ----------------------------- | ----------------------------------------- | -------------------- | -------- | ---- |
| 1.     | Moldavsko           | SunStroke Project a Olia Tira | „Run Away“                                | angličtina           | 10.      | 52   |
| 2.     | Rusko               | Peter Nalitch and Friends     | „Lost and Forgotten“                      | angličtina           | 7.       | 74   |
| 3.     | Estonsko            | Malcolm Lincoln               | „Siren“                                   | angličtina           | 14.      | 39   |
| 4.     | Slovensko           | Kristína                      | „Horehronie“                              | slovenština          | 16.      | 24   |
| 5.     | Finsko              | Kuunkuiskaajat                | „Työlki ellää“                            | finština             | 11.      | 49   |
| 6.     | Lotyšsko            | Aisha                         | „What For?“                               | angličtina           | 17.      | 11   |
| 7.     | Srbsko              | Milan Stanković               | „Ovo je Balkan“ (Oво je Балкан)           | srbština             | 5.       | 79   |
| 8.     | Bosna a Hercegovina | Vukašin Brajić                | „Thunder and Lightning“                   | angličtina           | 8.       | 59   |
| 9.     | Polsko              | Marcin Mroziński              | „Legenda“                                 | angličtina, polština | 13.      | 44   |
| 10.    | Belgie              | Tom Dice                      | „Me and My Guitar“                        | angličtina           | 1.       | 167  |
| 11.    | Malta               | Thea Garrett                  | „My Dream“                                | angličtina           | 12.      | 45   |
| 12.    | Albánie             | Juliana Pasha                 | „It's All About You“                      | angličtina           | 6.       | 76   |
| 13.    | Řecko               | Giorgos Alkaios a Friends     | „Opa“ (Ώπα)                               | řečtina              | 2.       | 133  |
| 14.    | Portugalsko         | Filipa Azevedo                | „Há dias assim“                           | portugalština        | 4.       | 89   |
| 15.    | Makedonie           | Gjoko Taneski                 | „Jas ja imam silata“ (Јас ја имам силата) | makedonština         | 15.      | 37   |
| 16.    | Bělorusko           | 3+2 feat Robert Wells         | „Butterflies“                             | angličtina           | 9.       | 59   |
| 17.    | Island              | Hera Björk                    | „Je ne sais quoi“                         | angličtina           | 3.       | 123  |

### Druhé semifinále
Druhého semifinále se zúčastnilo celkem 17 zemí. Odehrálo se 27. května ve 21 hodin místního času. Hlasovat mohli diváci z těchto zemí, z jedné země tzv. Velké čtyřky, konkrétně ze Spojeného království, a z Norska jakožto pořadatele ročníku.
| Pořadí | Země        | Interpret                     | Skladba                        | Jazyk                   | Umístění | Body |
| ------ | ----------- | ----------------------------- | ------------------------------ | ----------------------- | -------- | ---- |
| 1.     | Litva       | InCulto                       | „Eastern European Funk“        | angličtina              | 12.      | 44   |
| 2.     | Arménie     | Eva Rivas                     | „Apricot Stone“                | angličtina              | 6.       | 83   |
| 3.     | Izrael      | Harel Skaat                   | „Milim“ (מילים)                | hebrejština             | 8.       | 71   |
| 4.     | Dánsko      | Chanée a N'evergreen          | „In a Moment Like This“        | angličtina              | 5.       | 101  |
| 5.     | Švýcarsko   | Michael von der Heide         | „Il pleut de l'or“             | francouzština           | 17.      | 2    |
| 6.     | Švédsko     | Anna Bergendahl               | „This Is My Life“              | angličtina              | 11.      | 62   |
| 7.     | Ázerbájdžán | Safura                        | „Drip Drop“                    | angličtina              | 2.       | 113  |
| 8.     | Ukrajina    | Aljoša                        | „Sweet People“                 | angličtina              | 7.       | 77   |
| 9.     | Nizozemsko  | Sieneke                       | „Ik ben verliefd (Sha-la-lie)“ | nizozemština            | 14.      | 29   |
| 10.    | Rumunsko    | Paula Seling a Ovi            | „Playing with Fire“            | angličtina              | 4.       | 104  |
| 11.    | Slovinsko   | Ansambel Žlindra a Kalamari   | „Narodnozabavni rock“          | angličtina              | 16.      | 6    |
| 12.    | Irsko       | Niamh Kavanagh                | „It's for You“                 | angličtina              | 9.       | 67   |
| 13.    | Bulharsko   | Miro                          | „Angel si ti“ (Ангел си ти)    | bulharština, angličtina | 15.      | 19   |
| 14.    | Kypr        | Jon Lilygreen a the Islanders | „Life Looks Better in Spring“  | angličtina              | 10.      | 67   |
| 15.    | Chorvatsko  | Feminnem                      | „Lako Je Sve“                  | chorvatština            | 13.      | 33   |
| 16.    | Gruzie      | Sopho Nizharadze              | „Shine“                        | angličtina              | 3.       | 106  |
| 17.    | Turecko     | maNga                         | „We Could Be the Same“         | angličtina              | 1.       | 118  |

### Finále
Finále se uskutečnilo 29. května ve 21 hodin místního času. Zúčastnilo se ho 25 zemí – 10 nejlepších z každého semifinále, státy z tzv. Velké čtyřky, které do finále postupují automaticky, a Norsko jakožto vítěz předchozího ročníku.
| Pořadí | Země                | Interpret                     | Skladba                         | Jazyk         | Umístění | Body |
| ------ | ------------------- | ----------------------------- | ------------------------------- | ------------- | -------- | ---- |
| 1.     | Ázerbájdžán         | Safura                        | „Drip Drop“                     | angličtina    | 5.       | 145  |
| 2.     | Španělsko           | Daniel Diges                  | „Algo pequeñito“                | španělština   | 15.      | 68   |
| 3.     | Norsko              | Didrik Solli-Tangen           | „My Heart Is Yours“             | angličtina    | 20.      | 35   |
| 4.     | Moldavsko           | SunStroke Project a Olia Tira | „Run Away“                      | angličtina    | 22.      | 27   |
| 5.     | Kypr                | Jon Lilygreen a the Islanders | „Life Looks Better in Spring“   | angličtina    | 21.      | 27   |
| 6.     | Bosna a Hercegovina | Vukašin Brajić                | „Thunder and Lightning“         | angličtina    | 17.      | 51   |
| 7.     | Belgie              | Tom Dice                      | „Me and My Guitar“              | angličtina    | 6.       | 143  |
| 8.     | Srbsko              | Milan Stanković               | „Ovo je Balkan“ (Oво je Балкан) | srbština      | 13.      | 72   |
| 9.     | Bělorusko           | 3+2 feat. Robert Wells        | „Butterflies“                   | angličtina    | 24.      | 18   |
| 10.    | Irsko               | Niamh Kavanagh                | „It's for You“                  | angličtina    | 23.      | 25   |
| 11.    | Řecko               | Giorgos Alkaios a Friends     | „Opa“ (Ώπα)                     | řečtina       | 8.       | 140  |
| 12.    | Spojené království  | Josh Dubovie                  | „That Sounds Good to Me“        | angličtina    | 25.      | 10   |
| 13.    | Gruzie              | Sopho Nizharadze              | „Shine“                         | angličtina    | 9.       | 136  |
| 14.    | Turecko             | maNga                         | „We Could Be the Same“          | angličtina    | 2.       | 170  |
| 15.    | Albánie             | Juliana Pasha                 | „It's All About You“            | angličtina    | 16.      | 62   |
| 16.    | Island              | Hera Björk                    | „Je ne sais quoi“               | angličtina    | 19.      | 41   |
| 17.    | Ukrajina            | Aljoša                        | „Sweet People“                  | angličtina    | 10.      | 108  |
| 18.    | Francie             | Jessy Matador                 | „Allez Ola Olé“                 | francouzština | 12.      | 82   |
| 19.    | Rumunsko            | Paula Seling a Ovi            | „Playing with Fire“             | angličtina    | 3.       | 162  |
| 20.    | Rusko               | Peter Nalitch and Friends     | „Lost and Forgotten“            | angličtina    | 11.      | 90   |
| 21.    | Arménie             | Eva Rivas                     | „Apricot Stone“                 | angličtina    | 7.       | 141  |
| 22.    | Německo             | Lena                          | „Satellite“                     | angličtina    | 1.       | 246  |
| 23.    | Portugalsko         | Filipa Azevedo                | „Há dias assim“                 | portugalština | 18.      | 43   |
| 24.    | Izrael              | Harel Skaat                   | „Milim“ (מילים)                 | hebrejština   | 14.      | 71   |
| 25.    | Dánsko              | Chanée a N'evergreen          | „In a Moment Like This“         | angličtina    | 4.       | 149  |